# Kanishka II
Kanishka II, död 247 e.Kr., var en indisk monark. Han var regerande monark av Kushanariket i Indien och Afghanistan mellan 232 och 247 e.Kr.